# 田原隆雄
田原 隆雄（たはら たかお、1944年（昭和19年）7月13日 - ）は、日本の政治家。元岡山県備前市長（1期）。日生町議会議員、日生町長、備前市議会議員などを歴任した。

## 来歴
岡山県和気郡福河村（現・備前市）出身。日生町立福河小学校、日生町立福河中学校卒業。1963年（昭和38年）3月、兵庫県立相生産業高等学校卒業。同年4月、三星ベルト株式会社に就職。石綿業の会社を経て、1965年（昭和40年）1月に株式会社森下製網所に転職。
1975年（昭和50年）4月、日生町議会議員に初当選。1980年（昭和55年）3月、日本少林寺武道専門学校卒業。1984年（昭和59年）、同社を退職。
町議3期目の1986年（昭和61年）10月、日生町長に初当選。1998年（平成10年）まで町長を3期務める。2000年（平成12年）12月、株式会社エコ･タウン備前を設立し代表取締役に就任。2003年（平成15年）4月、日生町議に再び就任。
2005年（平成17年）3月22日、日生町は備前市、吉永町と合併し、新・備前市が誕生する。在任特例で備前市議会議員となる。
2016年（平成28年）12月8日、次期備前市長選挙に出馬する意向を表明。
2017年（平成29年）4月9日に行われた備前市長選において、現職の吉村武司、元市議の沖田護らとの激戦を制し初当選を果たした。4月24日、市長に就任。選挙の結果は以下のとおり。
※当日有権者数：30,493人 最終投票率：61.07%（前回比：+3.31pts）
| 候補者名 | 年齢 | 所属党派 | 新旧別 | 得票数  | 得票率 | 推薦・支持                                                 |
| -------- | ---- | -------- | ------ | ------- | ------ | ---------------------------------------------------------- |
| 田原隆雄 | 72   | 無所属   | 新     | 6,538票 | 35.66% |                                                            |
| 吉村武司 | 70   | 無所属   | 現     | 6,380票 | 34.80% | （推薦）自民党・民進党・公明党・日本維新の会・日本のこころ |
| 沖田護   | 65   | 無所属   | 新     | 5,415票 | 29.54% |                                                            |

2021年（平成29年）4月11日に行われた備前市長選で再選を目指し立候補するも、前回下した吉村に敗れた。
※当日有権者数：28,627人 最終投票率：59.96%（前回比：-1.11pts）
| 候補者名 | 年齢 | 所属党派 | 新旧別 | 得票数  | 得票率 | 推薦・支持 |
| -------- | ---- | -------- | ------ | ------- | ------ | ---------- |
| 吉村武司 | 74   | 無所属   | 元     | 8,331票 | 49.44% |            |
| 田原隆雄 | 76   | 無所属   | 現     | 7,729票 | 45.87% |            |
| 木村正義 | 77   | 無所属   | 新     | 789票   | 4.69%  |            |

## 市政
- 2020年（令和2年）6月1日、新型コロナウイルス対策の財源に充てるため、自身と副市長、教育長の6月期末手当を20％減額する条例案を市議会定例会に提出した[7]。6月26日、同条例案は可決された[8]。